# 노호광
《노호광》(洗黑錢, 怒虎狂: Tiger Cage 2)은 홍콩에서 제작된 원화평 감독의 1990년 액션, 범죄 영화이다. 견자단 등이 주연으로 출연하였고 승기연 등이 제작에 참여하였다.

## 출연

### 주연
- 견자단
- 관지림

### 조연
- 오대유
- 위룡

## 기타
- 출품인: 반적생
- 제작책임: 진학인
- 미술: 이요광
- 미술: 양병곤
- 제편경리: 윤일도
- 무술감독: 원신의
- 무술감독: 원상인
- 무술감독: 견자단
- 무술감독: 곽추
- 창작주임: 엽광검